# Condado de Prairie (Arkansas)
O Condado de Prairie é um dos 75 condados do estado americano do Arkansas. Possui duas sedes de condado, Des Arc e De Valls Bluff.
O condado possui uma área de 1 751 km² (dos quais 78 km² estão cobertos por água), uma população de 9 539 habitantes, e uma densidade populacional de 15 hab/km² (segundo o censo nacional de 2000).
O condado foi fundado em 25 de outubro de 1846.